# بل گاردنز (کالیفرنیا)
بل گاردنز (به انگلیسی: Bell Gardens) شهری در لس‌آنجلس ایالت کالیفرنیا است که در سرشماری سال ۲۰۱۰ میلادی، ۴۲۰۷۲ نفر جمعیت داشته‌است.